# Начерки на полях рукопису поеми Тараса Шевченка «Мар'яна-черниця»
На́черки на поля́х руко́пису пое́ми Тара́са Шевче́нка «Мар'я́на-черни́ця» — рисунки, зроблені Тарасом Шевченком під час написання поеми
Поему Тараса Шевченка «Мар'яна-черниця» не було завершено.
Шевченко мав намір опублікувати вже готову частину поеми, направив її головному редакторові альманаху «Сніп» Олександру Корсуну, але наступний номер альманаху не вийшов, автограф поеми Шевченка залишився в архіві редакції, а тепер зберігається в Інституті літератури імені Тараса Шевченка НАН України.
На деяких сторінках автографа (на восьми) знаходяться рисунки (начерки) Шевченка. Всього їх 52. Зображення різних розмірів, тематики та завершенності.
Розподіл начерків по сторінках рукопису (нумерація на рукописі проставлена Шевченком) така:  
на сторінці 4 — 13 рисунків, 5 — 13 рисунків, 6 — 10 рисунків, 7 — 6 рисунків, 9 — 3 рисунки, 11 — 1 рисунок, 12 — 5 рисунків, 13 — 2 рисунки.
Окремі начерки сюжетно пов'язані з текстом поеми. Рисунок-кінцівка на сторінці 11 відповідає змісту останніх чотирьох рядків першого розділу поеми: 
«Не слухала стара мати,

Лягла спочивати.

Мар'яна за сльозами

Ледви вийшла з хати».

Зображення молодиці зі штофом (по краю сторінки 12) ілюструє перші рядки пісні, якою починається другий розділ твору: 
«Ой гоп, не пила,

На весіллі була…»

Інші начерки не пов'язані з текстом поеми. 
На сторінці 4 — шість автопортретів (чотири в профіль, один у тричетвертному повороті, один анфас). 
По одному подібному профільному автопортрету є також на сторінках 6 та 12. 
На сторінці 5 — начерк козака у високій шапці. Подібний профіль є в начерках на листі до брата Микити Шевченка, на ілюстрації до «Історії Суворова» (№ 58), він близький до типу «Знахаря». Тут також нарисовано торс античної статуї, солдат на муштрі та ін. 
На сторінці 6 поруч з іншими вміщено начерк пана з ріжками над лисою головою, на сторінці 7 — постать Наполеона Бонапарта. 
Найдовершеніше зображення на сторінці 12: молода жінка в амазонці, що нагадує одну з «Сестер Шишмарьових» на портреті роботи К.П. Брюллова. Подібний образ (але на весь зріст, в іншій сукні й без капелюшка) повторюється на сторінці 6. 
Рисунки на полях сторінок поеми були зроблені під час її написання: не раніше 22 листопада 1841 року і не пізніше 18 січня 1842 року, коли на першому аркуші рукопису О.О. Корсун зробив помітку про одержання твору для публікації в альманасі «Сніп». 
Начерки вперше згадано 1914 року О.П. Новицьким. 
Вперше рисунки репродуковано 1932 року О.П. Новицьким. 
Місця зберігання:
- з 1842 — у О.О. Корсуна-старшого (Харків);
- з 1891 — у О.О. Корсуна-молодшого (в 1914 — Ростов-на-Дону);
- з 1917 — Пушкінський дім АН СРСР (Санкт-Петербург);
- з 1930 — Інститут Тараса Шевченка Наркомосу УРСР[6].

## Галерея

Сторінка 4 поеми Тараса Шевченка Мар'яна-Черниця
Сторінка 5 поеми Тараса Шевченка Мар'яна-черниця
Сторінка 6 поеми Тараса Шевченка Мар'яна-черниця
Сторінка 7 поеми Тараса Шевченка Мар'яна-черниця
Сторінка 9 поеми Тараса Шевченка Мар'яна-черниця
Сторінка 11 поеми Тараса Шевченка Мар'яна-черниця
Сторінка 12 поеми Тараса Шевченка Мар'яна-черниця
Сторінка 13 поеми Тараса Шевченка Мар'яна-черниця